# Leif Hermansen
Erik Leif Haugelund Hermansen (2. november 1925 - 27. december 2005) var en dansk roer fra Frederiksværk. Han var medlem af Bagsværd Roklub.
Hermansen repræsenterede Danmark ved OL 1952 i Helsinki. Her udgjorde han, sammen med Mogens Snogdahl, Jørn Snogdahl, Bjørn Stybert, Helge Schrøder, Bjørn Brønnum, Preben Hoch, Ole Scavenius Jensen samt styrmand John Wilhelmsen den danske otter. Den danske båd kom ind på fjerdepladsen i sit indledende heat, hvorefter de vandt et opsamlingsheat. I semifinalen sluttede danskerne på 3. pladsen, og kvalificerede sig dermed ikke til finalen. De sluttede samlet konkurrencen på en 9. plads.
Hermansen vandt desuden en EM-guldmedalje i firer uden styrmand ved EM 1953 i København og en sølvmedalje i samme disciplin ved EM 1955 i Gent. Han vandt også en sølvmedalje i toer med styrmand ved EM 1949 i Amsterdam og en sølvmedalje i otter ved EM 1951 i Mâcon.